# Давтян, Ромен Абрамович
Ромен Абрамович Давтян (арм. Ռոմեն Դավթյան; 10 октября 1937, Кисловодск, Орджоникидзевский край — 7 марта 2020, Ереван) ― советский и армянский композитор, Заслуженный деятель искусств Армянской ССР (1990).

## Биография
Родился 10 октября 1937 года в Кисловодске, Орджоникидзевский край , РСФСР, СССР.
В 1960 году окончил Ереванский государственный медицинский институт, в 1966 году - композиционный факультет Ереванской государственной консерватории имени Комитаса. После окончания консерватории в 1970-1971 годах был начальником Главного управления искусства Министерства культуры Армении.
В 1987-1988 годах работал директором и художественным руководителем Ереванского Национального академического театра оперы и балета имени Александра Спендиарова.
С 1985 года Ромен Давтян преподавал в Ереванской консерватории. Член Союза композиторов Армении, автор балетов, симфонических, камерных, инструментальных произведений, музыки для фильмов.
В 1991-1993 годах ― заместителем министра культуры Республики Армения.

## Музыкальные композиции
Среди его работ: композиция «На счастье», «Сюита для симфонического оркестра», «Лирический танец для симфонического оркестра», «Детская сюита для симфонического оркестра», «Песня» для симфонического оркестра, «Танец» для симфонического оркестра, «Бас» для симфонии. оркестр, «Тема с вариациями» для струнного оркестра и ударных инструментов, Струнный квартет, Поэма для двух фортепиано, Вальс-капри для ансамбля скрипачей, «Юмореск» для ансамбля скрипачей, скрипичные струны «Мечта» для фортепиано, Прелюдия для скрипка и фортепиано, танец для виолончели и фортепиано, соната для скрипки, «Мой зеленый город», «Цвет кольца», «Невеста» и другая музыка из фильмов.

## Сочинения
- Ради счастья (1966)
- «Девушка и смерть» (стихотворение о любви)[6]

## Награды и звания
- Лауреат Всесоюзных конкурсов (1967, 1969, 1971 годы)
- Заслуженный деятель искусств Армении (1990 год)
- Золотая медаль Министерства культуры Республики Армения (2008)